# Карси
Карси (фр. Carsix) насеље је и општина у северној Француској у региону Горња Нормандија, у департману Ер која припада префектури Берне.
По подацима из 2011. године у општини је живело 244 становника, а густина насељености је износила 37,14 становника/km². Општина се простире на површини од 6,57 km². Налази се на средњој надморској висини од 165 метара (максималној 162 m, а минималној 120 m).

## Демографија
| 1962. | 1968. | 1975. | 1982. | 1990. | 1999. | 2011. |
| ----- | ----- | ----- | ----- | ----- | ----- | ----- |
| 252   | 266   | 284   | 290   | 239   | 233   | 244   |

График промене броја становника у току последњих година